# Bisdom Prosperidad
Het bisdom Prosperidad (Latijn: Dioecesis Prosperitatis) is een rooms-katholiek bisdom met als zetel Prosperidad, op de Filipijnen. Het bisdom is suffragaan aan het aartsbisdom Cagayan de Oro. 

## Geschiedenis
Het bisdom werd opgericht op 15 oktober 2024, uit delen van het bisdom Butuan. 

## Parochies
Het bisdom had in 2024 een oppervlakte van 9.989 km2 en telde 739.367 inwoners waarvan 65,8% rooms-katholiek was.

## Bisschoppen
- Ruben Caballero Labajo (15 oktober 2024 - heden)

## Galerij van afbeeldingen

Wapen van het bisdom

Cagayan de Oro (aartsbisdom) · Butuan · Malaybalay · Prosperidad · Surigao · Tandag